# De Dans van de Tijd

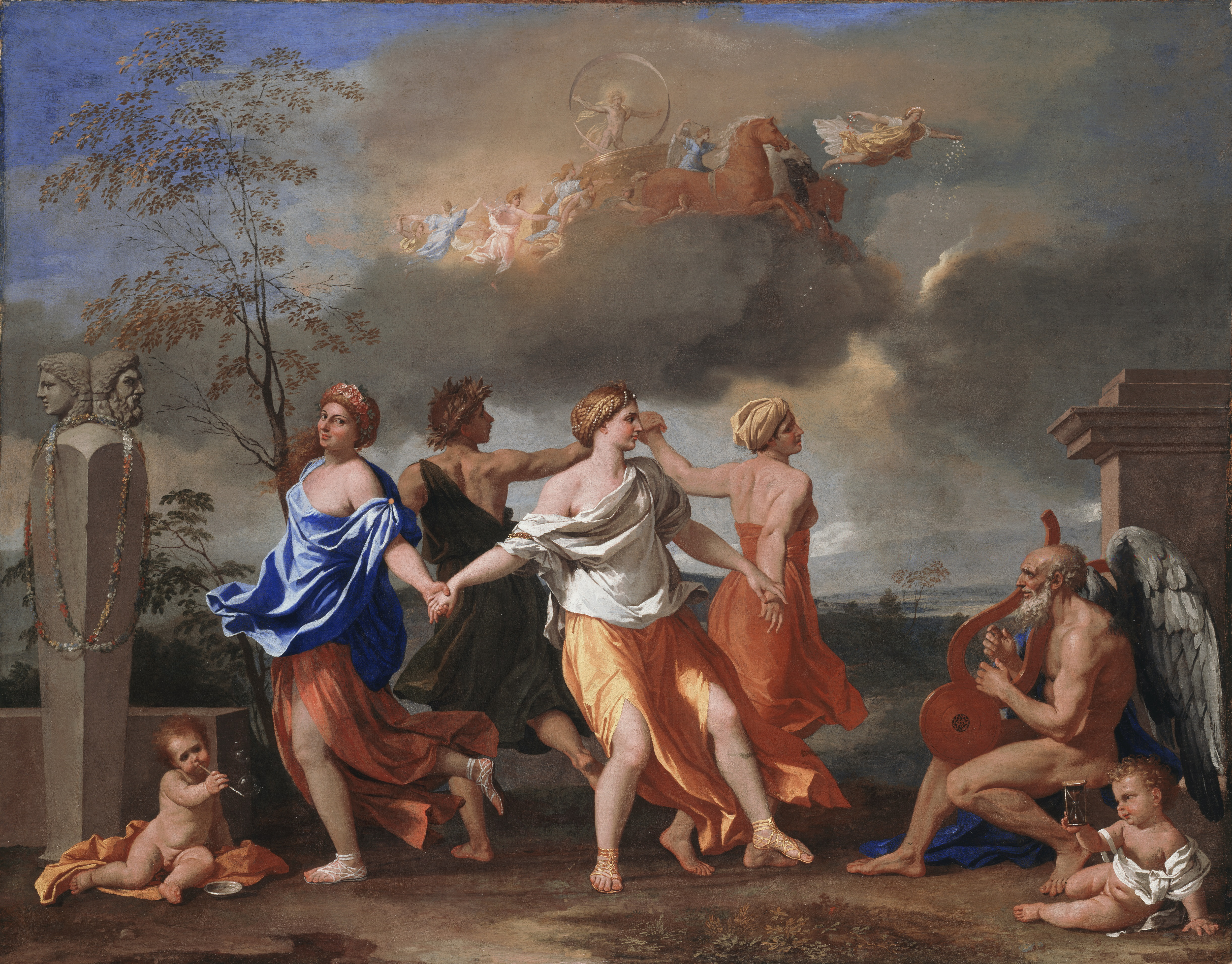
Nicolas Poussins schilderij. Het meet 82,5 × 104 cm

De Dans van de Tijd is een schilderij van Nicolas Poussin. Het werk, olieverf op doek, werd rond 1635 geschilderd en hangt nu in de Wallace Collection in Londen.
Het allegorische schilderij, en het afgebeelde thema, een reidans of rondedans waarbij de tijd, gepersonificeerd door "Vader Tijd" muziek maakt, inspireerde Anthony Powell tot de gelijknamige twaalfdelige roman, A Dance to the Music of Time. Dit prozawerk, met meer dan 2400 bladzijden en 300 hoofd- en bijfiguren, is een van de dikste romans die ooit werd geschreven. Het werk werd gepubliceerd tussen 1951 en 1975.
Behalve de drie dansende vrouwelijke figuren en één man zijn Vader Tijd, een oude man met een harp en twee kinderen afgebeeld. Een kind is bezig met bellenblazen, een allegorische verwijzing naar de tijdelijkheid van het leven en het andere kind houdt een zandloper, eveneens allegorisch voor de verstrijkende tijd, vast. De herme op de voorgrond is met bloemen omkranst en heeft een oud en een jong gezicht. Het voetstuk voor een standbeeld of monument is leeg, een verwijzing naar de vergankelijkheid van de roem.
Op de achtergrond is de Zonnegod Helios te zien in zijn zonnewagen.